# BİM
BİM Birleşik Mağazalar A.Ş. ist eine türkische Einzelhandelskette, die im Jahr 1995 gegründet wurde und derzeit etwa 7.500 Filialen in der Türkei, Marokko und Ägypten besitzt. Sie ist das größte Einzelhandelsunternehmen der Türkei und Marktführer im Bereich Lebensmittelvertrieb.
Oft wird BİM der „Aldi der Türkei“ genannt, allerdings betreibt das Unternehmen vor allem kleinere Läden mit 300–600 m² Ladenfläche.

## Geschichte
Das Unternehmen BİM wurde 1995 in der Türkei gegründet. Zum Zeitpunkt der Gründung verfügte man über 21 Filialen. Die Zahl der Filialen konnte in den folgenden Jahren gesteigert werden, sodass die Handelskette schon im Jahre 2000 über 599 Filialen verfügte. Bis 2005 wurde die Anzahl der Filialen fast verdoppelt, sodass man auf ein Netz von 1194 Filialen zurückgreifen konnte. Seit Mai 2012 ist BİM A.Ş. das größte Einzelhandelsunternehmen der Türkei in Bezug auf die Anzahl der Filialen (6710) sowie in Bezug auf den Umsatz.
Seit 2009 ist die Einzelhandelskette international nach Marokko (442 Filialen) und Ägypten (300 Filialen) expandiert.
Das Unternehmen ist seit 2005 an der türkischen Börse mit dem Code BIMAS vertreten.